# Pustelnia Złotego Lasu
"Pustelnia Złotego Lasu" w Rytwianach – konwent powołany do istnienia w 1624 roku z fundacji wojewody krakowskiego Jana Magnusa Tęczyńskiego i jego brata Gabriela, wojewody lubelskiego. Usytuowana w Rytwianach pustelnia, została skasowana w 1820 roku. Obecnie jest siedzibą Relaksacyjno-Kontemplacyjnego Centrum Terapeutycznego "SPeS". W 2018 r. wpisana na listę pomników historii w ramach akcji "100 Pomników Historii na stulecie odzyskania niepodległości".

## Kamedulska przeszłość
Historia tego miejsca rozpoczyna się w 1617 roku. Wówczas to zatwierdzono fundację wojewody krakowskiego Jana Magnusa Tęczyńskiego na rzecz Ojców Kamedułów, którzy kilka lat wcześniej osiedli w pierwszym polskim eremie na Bielanach krakowskich. Głównym fundatorem eremu w Rytwianach był wspomniany Jan Magnus Tęczyński wraz ze swoim bratem Gabrielem Tęczyńskim, wojewodą lubelskim. Kamień węgielny pod budowę położył dnia 1 maja 1624 roku biskup krakowski Marcin Szyszkowski. Prace budowlane kościoła i budynków klasztornych wraz z domkami pustelniczymi trwały do roku 1637, kiedy to biskup krakowski Tomasz Oborski konsekrował świątynię nadając jej wezwanie Zwiastowania Najświętszej Maryi Panny. Bogactwo swojego barokowego wnętrza rytwiańska świątynia zawdzięcza jednemu z przeorów ojcu Wenantemu de Subiaco, który jest autorem obrazów w kościele i bocznych kaplicach oraz całości koncepcji ikonograficznej.
W 1718 roku przebudowę kościoła klasztornego przeprowadził włoski architekt Giovanni Spazzio.
Kameduli przebywali w Rytwianach 201 lat. Mocą dekretu carskiego z 1819 roku klasztor został skasowany. Ostatni mnisi opuścili pustelnie w 1825 udając się do pustelni na warszawskich Bielanach. Opustoszały klasztor wrócił do rąk fundatorów. Ci, próbując go ratować, sprowadzili braci franciszkanów, lecz i tym razem wkrótce doszło do kasacji. W 1935 roku na terenie pokamedulskiego klasztoru została utworzona parafia.

## Pustelnia dziś
W roku 2007 rozpoczął się remont mocno zniszczonych zabudowań oraz prace związane z zagospodarowaniem otoczenia pustelni. Plan odrestaurowania zrealizowano przy pomocy środków z Europejskiego Funduszu Rozwoju Regionalnego. Od roku 2001 w pokamedulskim klasztorze utworzono Diecezjalny Ośrodek Kultury i Edukacji Źródło. Znajdują się tu także odbudowane i wyremontowane domki oraz zabudowania klasztorne a Centrum proponuje szereg form wypoczynku i terapii.
W 2013 roku utworzono tu muzeum związane z polskim serialem historycznym "Czarne chmury", którego IV i X odcinek kręcono w tym miejscu 40 lat wcześniej.

## Turystyka
Pustelnia położona jest w samym środku puszczy rytwiańskiej. W otoczeniu pustelni znajduje się ścieżka historyczna o życiu monastycznym. Klasztor i kościół można zwiedzać z przewodnikiem w sezonie turystycznym. W pustelni corocznie odbywają się imprezy plenerowe: Klasztorna Majówka, Klasztorny Odpust (15 sierpnia), Leśna Apteka (ostatnia niedziela września).